# ميخائيل كليج
ميخائيل كليج (بالإنجليزية: Michael Clegg)‏ (3 يوليو 1977 في المملكة المتحدة - ) هو لاعب كرة قدم بريطاني في مركز الظهير. شارك مع منتخب إنجلترا تحت 21 سنة لكرة القدم. أما مع النوادي، فقد لعب مع أولدهام أثلتيك وإيبسويتش تاون ومانشستر يونايتد وويغان أتلتيك.

## وصلات خارجية
- ميخائيل كليج على موقع قاعدة بيانات كرة القدم.إي يو (الإنجليزية)
- ميخائيل كليج على موقع Soccerbase.com (لاعب) (الإنجليزية)
- ميخائيل كليج على موقع عالم كرة القدم.نت (الإنجليزية)